# Luchthaven Namsos
Luchthaven Namsos (Noors:  Namsos lufthavn, IATA: OSY, ICAO: ENNM) is een vliegveld in de Noorse gemeente Namsos in de provincie Trøndelag. Het vliegveld wordt geëxploiteerd door het staatsbedrijf Avinor. 
Het vliegveld werd geopend in 1967. Het vliegveld wordt bediend door Widerøe. De maatschappij vliegt dagelijks  op Trondheim en Rørvik.